# Zaluzania montagnifolia
Zaluzania montagnifolia là một loài thực vật có hoa trong họ Cúc. Loài này được (Sch.Bip.) Sch.Bip. miêu tả khoa học đầu tiên năm 1861.